# Markus Lindgjerdet
Markus Lindgjerdet (* 16. Januar 1993) ist ein in Schweden geborener norwegischer Unihockeyspieler, der beim Nationalliga-A-Verein HC Rychenberg Winterthur unter Vertrag steht.

## Karriere
2021 wechselte Lindgjerdet erstmals in die oberste Schweizer Spielklasse. Dies nach acht Jahren bei IBF Örebro in Schweden.